# Frederik Rutger van der Wedden
Frederik Rutger van der Wedden (Kampen, 7 december 1873 - Hendrik-Ido-Ambacht, 30 augustus 1926) was een Nederlandse burgemeester. Van 1913 tot en met 1915 was hij burgemeester van Brouwershaven. Hij werd op maandag 3 januari 1916 benoemd tot burgemeester van Hendrik-Ido-Ambacht, met ingang van 8 november 1915. Van der Wedden was een zoon van de commissaris van politie te Tiel, Hendrik Johannes Martinus van der Wedden en Gerritjen Beltman en een broer van majoor Derk Adrianus van der Wedden. 
Als hij burgemeester van Hendrik-Ido-Ambacht wordt, woedt de Eerste Wereldoorlog in alle hevigheid, de regering besluit tot rantsoenering en distributie. Het voormalige burgemeestershuis aan de Kerkstraat wordt als distributiebureau in gebruik genomen. Er komt in de periode Van der Wedden meer aandacht voor de bouw van zogenaamde woningwetwoningen. Het progressieve deel van de raad en de woningbouwvereniging willen meer woningen bouwen dan het conservatieve deel van de raad. Hierdoor ontstaat wrijving in de raad. Vooral de burgemeester wordt door het progressieve deel verweten niet voldoende doortastend te zijn.
Na zijn overlijden werd hij begraven in het graf van zijn vader op de begraafplaats Ter Navolging in Tiel. 
Tijdens de uitvaart sprak wethouder J. Stehouwer Tz als afgevaardigde van de gemeenteraad onder andere: "Gedurende de bijna elf jaren was hij het hoofd van onze gemeente en zeer zeker gingen vele dezer jaren voorbij in de voor de ingezetenen moeilijke omstandigheden. De burgemeester was geroepen om wet en verordening in al die jaren te doen uitvoeren. Al was het, dat hij niet altijd werd begrepen, toch kunnen wij er vast op aan dat hij steeds geijverd heeft om voor de gemeente en haar ingezetenen het beste te zoeken. Wij zijn daarom voor het goede dat hij vermocht zijn nagedachtenis dankbaar en willen die in ere houden. Zijn as ruste in vrede!"
Ook dr. D.J. Kamberg, vriend van de overledene en gemeentegeneesheer sprak: "Burgemeester Frederik Rutger van der Wedden: uw uitvaart was plechtig, overeenkomstig een burgemeester, vertegenwoordiger van H.M. de Koningin. Onder droef gebeier van de eeuwenoude klok verliet de lijkstoet het dorp. De mensen hadden eerbiedig de luiken gesloten, terwijl de kinderen met vraagoogjes de laatste toch van de burgemeester door het dorp, onder leiding van hun hoofden en onderwijzers aandachtig hebben gadegeslagen. De grond waaraan ge toevertrouwd was, is Gelderse grond. Als jongen hebt ge daar de Sturm und Drang Jahre meegemaakt. Naar andere streken heengegaan, hebt ge altijd naar die Gelderse grond verlangd. De Gelderse geest is anders dan de Zuid-Hollandse geest. Daarom zijn het voor u moeilijke jaren geweest, daar ge in aanraking kwam met een volk, dat veel omging met ijzer en staal, waarmee het hart ook dikwijls gepantserd was. Moeilijk ook voor u, burgemeester, was het om tot de harten door te dringen. Maar dat de harten zich toch geopend hebben, bleek uit een plechtige uitvaart in de gemeente Hendrik-Ido-Ambacht."
In 2016 is in een nieuwe woonwijk in Hendrik-Ido-Ambacht het Van der Weddenhof genoemd naar burgemeester Van der Wedden.